# Brisbane (Kalifornija)
Brisbane je grad u američkoj saveznoj državi Kalifornija. Prema popisu stanovništva iz 2010. u njemu je živjelo 4,282 stanovnika.